# Publius Clodius Pulcher
Publius Clodius Pulcher (kolem roku 92 př. n. l. - 18. ledna 52 př. n. l. Bovillae) byl politik pozdní římské republiky, který patřil k volné skupině populárů a dnes je známý hlavně díky svému dlouholetému sporu s Marcem Tulliem Ciceronem. Úspěšně založil svou politiku na římských plebejích a stejně jako mnoho jeho oponentů se uchyloval k násilným prostředkům, jako jsou pouliční boje.

## Život
Clodius byl potomkem větve Pulchri (latinsky pulcher „krásný“) patricijské rodiny Claudiů a synem Appia Claudia Pulchra (konzul 79 př. n. l. ) a Caecilie Metelly. Po svém přijetí mezi plebejce změnil psaní svého rodového jména na Clodius, plebejskou verzi Claudia. Na rozdíl od jeho bratra Appia Claudia Pulchera se jeho tři sestry řídily tímto rozhodnutím a říkaly si Clodia.
Pod velením svého švagra Luculla se Clodius zúčastnil třetí mithridatské války, ale prý podnítil vzpouru, protože podle Plútarcha měl pocit, že se s ním nezachází s dostatečným respektem. Další švagr, Quintus Marcius Rex, prokonsul Kilíkie, mu svěřil velení nad svou flotilou - načež byl Clodius unesen piráty. Po osvobození se stáhl do Sýrie, kde při vzpouře, kterou podnítil, málem přišel o život.
Po svém návratu do Říma v roce 65 př. n, l, Clodius obvinil Lucia Sergia Catilinu z vydírání. Na rozdíl od Ciceronova tvrzení, který Clodia z různých důvodů nenáviděl, není důvod se domnívat, že Clodius byl později zapojen do Catilinova spiknutí. Podle Plútarcha (Cicero, 29) dokonce poskytoval Ciceronovi veškerou podporu a působil jako jeden z jeho osobních strážců. Aféra kolem mystérií Dobré bohyně (Bona Dea) však poté vedla k roztržce mezi nimi. Clodius se totiž v prosinci 62 př. n. l. v ženských šatech (muži neměli k mystériím přístup) vkradl do Caesarova domu (který tehdy zastával úřad velekněze, pontifex maximus), kde se právě konal obřad. Údajně tak učinil proto, že udržoval či chtěl navázat poměr s Pompeiou, Caesarovou manželkou. Byl odhalen a postaven před soud, kde ho žaloval Cato mladší. Clodius však unikl odsouzení, prý podplacením poroty. Ciceronovy přitěžující výpovědi však zřejmě přispěly k napjatému vztahu mezi nimi. Obvinění ze zločinu zvaného incestum (smilstvo) asi přispělo k tomu, že Clodius byl později podezírán z incestního vztahu ke svým sestrám.
Po výkonu funkce quaestora na Sicílii (61 př. n. l.) se Clodius chtěl stát tribunem lidu. Jelikož do tohoto vlivného úřadu měli přístup pouze plebejci, vzdal se příslušnosti k patriciátu (tzv. transitio ad plebem). V březnu 59 př. n. l. si ho s pomocí konzula a velekněze Caesara adoptoval jistý Publius Fonteius, kterému bylo pouhých 20 let, a Clodius se tak stal plebejcem. Suetonius (Divus Iulius, 20) naznačuje, že by to mohlo být interpretováno jako Caesarova odveta Ciceronovi, který ve stejný den přednesl kritický projev k tehdejší politické situaci. 10. prosince 59 př. n. l. Clodius nastoupil do úřadu jako tribun lidu. Jako první oficiální akt předložil návrhy zákonů, které mu měly zajistit přízeň lidu. Obilí se mělo rozdávat jednou za měsíc zdarma, místo aby se prodávalo za nízkou cenu; bylo zrušeno právo úředníků plynoucí ze zákona Lex Aelia Fufia konzultovat věštce a (pokud byla znamení nepříznivá) zrušit schůzi (comitia) - touto metodou se Marcus Calpurnius Bibulus, Caesarův optimátský kolega v konzulátu, o rok dříve marně snažil torpédovat populární legislativních návrhy Caesarovy; byla znovu zavedena collegia (profesní a kultovní sdružení řemeslníků, tedy jakési cechy); cenzoři už nesměli občany trestat nebo vykazovat ze Senátu, pokud nebyli veřejně obviněni a odsouzeni.
Clodius našel způsob, jak se zbavit Cicerona a Catona. Cato byl poslán na Kypr jako quaestor pro praetore, aby převzal vládu nad ostrovem a královským pokladem. Cicero na začátku března odešel do exilu kvůli zákonu lex de capite civis Romani a svou chybu si uvědomil až později. Zákon lex de exilio Ciceronis, který byl přijat v polovině nebo na konci března a schválen na konci dubna, Cicerona potrestal exilem kvůli údajnému padělání protokolů Senátu a kvůli tomu, že prý nechal bez soudu popravit římské občany. Ciceronův majetek byl na Clodiův pokyn zkonfiskován, jeho dům na Palatinu vypálen a pozemek dán do dražby, kterou Clodius poté vyhrál pomocí nastrčeného prostředníka. Po Caesarově odchodu do Galie chtěl Clodius pokračovat v nezávislé politice založené na své popularitě u lidu a u násilnických přívrženců.
V roce 57 př. n. l. jeden z tribunů navrhl návrat Ciceronův. Clodius se snažil, aby tento výnos nebyl přijat. Ale Titus Annius Milo zmařil jeho plán vytvořením dostatečně velké ozbrojené bandy, které se podařilo udržet Clodia na uzdě. Dne 4. srpna 57 př. n. l. bylo vyhoštění Cicera zrušeno a on se vrátil do Říma. Clodius poté zaútočil na dělníky, kteří na veřejné náklady přestavovali Ciceronův dům, napadl Cicera na ulici a zapálil dům jeho bratra Quinta Tullia Cicerona.
V roce 56 př. n. l. jakožto kurulský aedil sám Clodius dále narušoval veřejný klid pomocí ozbrojené skupiny, která byla v jeho službách, a současně obvinil Mila z veřejného násilí (de vi) za to, že bránil svůj dům před Clodiovými útoky. V roce 53 př. n. l. Milo kandidoval na úřad konzula a Clodius na úřad praetora a oba soupeři kolem sebe shromáždili ozbrojené družiny. Když se Clodius a Milo setkali 18. ledna 52 př. n. l. na Via Appia, vypukla bitka, při níž byl Clodius zabit. Jeho nohsledi dopravili jeho tělo do Curia Hostilia a s celou budovou je spálili.
Historici se dodnes přou, zda měl Clodius ve svém boji proti optimátům vážné politické záměry, nebo zda byl jen politizující hulvát, „prototyp bezzásadového agitátora, parazita“ (Luciano Canfora). Hodnocení Clodiovy osoby a politiky je obzvláště obtížné kvůli nedostatku nestranných zdrojů, protože téměř všechny dochované zprávy o něm pocházejí od jeho úhlavního nepřítele Cicera.
Publius Clodius Pulcher byl zhruba v letech 62 až 52 př. n. l. ženat s Fulvií. Jejich děti byli Publius Claudius Pulcher a Clodia Pulchra. Fulvie si pak vzala Marka Antonia, čímž se Clodia stala jeho nevlastní dcerou a za účelem posílení druhého triumvirátu byla od roku 43 př. n. l. na asi dva roky provdána za Octaviana.